# Metafísica
La metafísica és la branca de la filosofia que estudia la naturalesa fonamental de la realitat, els primers principis de l'ésser, la identitat i el canvi, l'espai i el temps, la causalitat, la necessitat i la possibilitat. Inclou qüestions sobre la naturalesa de la consciència i la relació entre ment i matèria, entre substància i atribut, i entre potència i acte. La paraula "metafísica" prové de dues paraules gregues que, juntes, signifiquen literalment "després, darrere o entre l'estudi d'allò natural". S'ha suggerit que el terme podria haver estat encunyat per un editor del segle I d.C. que va reunir diverses petites seleccions d'obres d'Aristòtil en el tractat que ara coneixem amb el nom de Metafísica (μετὰ τὰ φυσικά, meta ta physika, literalment "més enllà" de la Física, que és una altra de les obres d'Aristòtil.
La metafísica estudia qüestions relacionades amb què fa que una cosa existeixi i quins tipus d'existència hi ha. La metafísica pretén respondre, d'una manera abstracta i totalment general, les preguntes què hi ha? i què és?.
Els temes d'investigació metafísica inclouen l'existència, els objectes i les seves propietats, l'espai i el temps, la causalitat i la possibilitat subjuntiva. La metafísica es considera una de les quatre branques principals de la filosofia, juntament amb l'epistemologia, la lògica i l'ètica.
Per extensió i de manera genèrica, es diu que quelcom és metafísic quan ultrapassa el domini de l'experiència sensible, de la ciència positiva, i de la realitat fenomènica. Els problemes tradicionals de la metafísica avui s'han dividit en altres branques del saber, com la ciència, la filosofia del llenguatge, etc. Però hi ha qüestions que romanen dins del seu camp. Avui dia, a vegades s'empra la paraula en un sentit despectiu per a referir-se a coses poc reals, massa volàtils, discursos buits i complicats.
Autors especialment dedicats a la metafísica foren Parmènides d'Elea, Aristòtil, Kant, Hegel, Tomàs d'Aquino, Heidegger, Plató, sant Agustí, els neoplatònics, Leibniz o Spinoza. Autors que combateren especialment la metafísica foren David Hume, l'escola cínica socràtica o Nietzsche.

## Origen i sentit del terme
El nom prové d'Andrònic de Rodes que, en classificar les obres d'Aristòtil, col·locà les d'ontologia "després de les de física" (en grec antic: μετà τà φυσικά). Es dividia tradicionalment en ontologia, teologia i ciència universal, que s'ocupava del sentit de les coses, de l'essència del que envolta l'ésser humà, de la realitat no perceptible, de les lleis primeres i els orígens del món, de l'esperit.

## Objectius de la metafísica
La metafísica pregunta pels fonaments últims del món i de tot l'existent. El seu objectiu és aconseguir una comprensió teòrica del món i dels principis últims generals més elementals del que hi ha i conèixer la veritat més profunda de les coses, com ara per quina causa són el que són, i, encara més, amb quina finalitat són.
Tres de les preguntes fonamentals de la metafísica són:
1. Què és ser?
2. Què és el que hi ha?
3. Per què hi ha alguna cosa, i no més aviat no-res?

No sols es pregunta, llavors, per què hi ha, sinó també per què hi ha alguna cosa. A més, aspira a trobar les característiques més elementals de tot el que existeix: la qüestió plantejada és si hi ha característiques que se li puguin atribuir a tot el que és i si, amb això, poden establir-se certes propietats de l'ésser.
Alguns dels conceptes principals de la metafísica són: ser, no-res, existència, essència, món, espai, temps, ment, Déu, llibertat, canvi, causalitat i fi. Alguns dels problemes més importants i tradicionals de la metafísica són el problema dels universals, el problema de l'estructura categorial del món, i els problemes lligats a l'espai i el temps.

## Història del concepte
El terme metafísica prové d'una obra d'Aristòtil composta per catorze llibres (rotllos de papir), independents entre si, que s'ocupen de diversos temes generals de la filosofia. Aquests llibres són de caràcter esotèric, és a dir, Aristòtil mai els va concebre per a la publicació. Per contra, són un conjunt d'apunts o notes personals sobre temes que va poder haver tractat en classes o en altres llibres sistemàtics.
El peripatètic Andrònic de Rodes (segle I aC), quan va treure la primera edició de les obres d'Aristòtil, va ordenar aquests llibres darrere dels vuit llibres sobre física (tà metà ta physika). D'allí va sorgir el concepte de «metafísica», que en realitat vol dir: 'allò que, al prestatge, hi ha després de la física', però que també de manera didàctica significa: 'allò que segueix les explicacions sobre la natura o el que ve després de la física', entenent física en la seva accepció antiga que es referia a l'estudi de la physis, és a dir, de la natura i els seus fenòmens, no limitats al pla material necessàriament.
En l'antiguitat, la paraula metafísica no denotava una disciplina particular concernent a l'interior de la filosofia, sinó el compendi de rotlles d'Aristòtil ja esmentat. És a partir del segle xiii que la metafísica passa a ser una disciplina filosòfica especial que té com a objecte l'ens en si. És cap a aquest segle quan el coneixement de les teories aristotèliques es comença a conèixer en l'Occident llatí gràcies a la influència de pensadors àrabs com Avicenna i Averrois.
A partir de llavors, la metafísica passa a ser la més alta disciplina filosòfica, i així fins a l'edat moderna. Amb el temps, la paraula metafísica va adquirir el significat de 'difícil' o 'subtil' i, en algunes circumstàncies, s'utilitza amb un caràcter pejoratiu, passant a significar 'especulatiu', 'dubtós' o 'no científic'. En aquest sentit, també la metafísica és considerada com una manera de reflexionar amb massa subtilesa en qualsevol matèria que discorre entre allò fosc i difícil de comprendre.

### Antiguitat
Les primeres especulacions filosòfiques gregues són metafísiques en tant que es pregunten pel principi de tot (l'arché presocràtic). El dualisme, que dividí la realitat en el món sensible i el món intel·ligible, fou fonamental per a la metafísica (que seria l'estudi d'aquest segon món, formulat per Plató, i que perviurà amb altres noms). Els escèptics van ser els primers a criticar el terme i el que designava. La seva pugna amb els estoics per aquesta qüestió dividirà els filòsofs posteriors en dos corrents que no van ser unificats fins a Kant.

#### Presocràtics
Ja des dels inicis de la filosofia a Grècia, amb els anomenats filòsofs presocràtics, s'aprecien els intents d'entendre l'univers a partir d'un principi (originari) únic i universal, el αρχη (arque).
Parmènides d'Elea (segle VI-V aC) és considerat el fundador de l'ontologia. És ell qui utilitza per primera vegada el concepte de ser/ens en forma abstracta. Aquest saber, metafísic, va començar quan l'esperit humà es va fer conscient que la realitat sense res més no és el que ens ofereixen els sentits, sinó el que es copsa amb el pensament («el mateix és pensar i ser"). És el que ell anomena "ser", i que es caracteritza amb una sèrie de determinacions conceptuals que estan al marge de les dades dels sentits, com ingènit, incorruptible, immutable, indivisible, un, homogeni, etc.
Parmènides exposa la seva teoria amb tres principis: «L'ésser (o l'ens) és i el no-ser no és», «res no pot passar de l'ésser al no-ésser i viceversa» i «el mateix és pensar que l'ésser» (això últim es refereix al fet que no pot existir el que no pot ser pensat).
A partir de la seva afirmació bàsica («l'ésser és, el no-ser no és") Parménides dedueix que l'ésser és il·limitat, ja que l'únic que podria limitar-lo és el no-ser, però com el no-ser no és, no pot establir-hi cap limitació.
Per tant, segons deduirà Meliso de Samos, l'ésser és infinit (il·limitat en l'espai) i etern (il·limitat en el temps).
La influència de Parmènides és decisiva en la història de la filosofia i del pensament. Fins a Parmènides, la pregunta fonamental de la filosofia era: de què està fet el món? (alguns filòsofs hi havien respost que l'element fonamental era l'aire, d'altres que era l'aigua, d'altres un misteriós element indeterminat, etc.). Parmènides va instal·lar el «ser» (esse) en l'escena com a objecte principal del discórrer filosòfic. El proper pas decisiu ho donarà Sòcrates.

#### Sòcrates
La filosofia de Sòcrates (470/469-399 aC) se centra en la moral. La seva pregunta fonamental és: què és el bé?. Sòcrates creia que si s'aconseguia extreure el concepte del bé es podia ensenyar a la gent a ser bona (com s'ensenyen la matemàtiques, per exemple) i s'acabaria així amb el mal. Estava convençut que la maldat és una forma d'ignorància, doctrina anomenada intel·lectualisme moral. Va desenvolupar la primera tècnica filosòfica que es coneix: la maièutica. Consistia a preguntar i tornar a preguntar sobre les respostes obtingudes una vegada i una altra, aprofundint-hi cada vegada més. Amb això, pretenia arribar al «logos» o la raó final que feia que una cosa fos aquesta cosa i no una altra. Aquest «logos» és l'embrió de la "idea" de Plató, el seu deixeble.

#### Plató
El punt central de la filosofia de Plató (427-347 aC), el constitueix la idea. Plató va observar que el logos de Sòcrates era una sèrie de característiques que percebem en els objectes (físics o no) i estan associades a aquest. Si a aquest logos el separem de l'objecte físic i li donem existència formal, llavors es diu idea (la paraula «idea», la va introduir Plató). En els diàlegs platònics, apareix Sòcrates preguntant pel que és just, valerós, bo, etc. La resposta a aquestes preguntes pressuposa l'existència d'idees universals cognoscibles per tots els éssers humans que s'expressen en aquests conceptes. És mitjançant aquestes que podem copsar el món en constant transformació.
Les idees són el paradigma (paradeigma) de les coses. El seu lloc està entre l'ésser i el no-ser. Són anteriors a les coses, que participen (méthexis) d'aquestes. En sentit estricte només aquestes són. Les coses particulars que veiem només representen còpies més o menys exactes de les idees. La determinació o definició de les idees s'obté amb un exercici dialògic rigorós, emmarcat en determinat context històric i conjuntural, delimitant allò en què s'ha centrat la recerca (la idea).
Amb la teoria de les idees, Plató pretén provar la possibilitat del coneixement científic i del judici imparcial. El fet que tots els éssers humans tinguin la possibilitat d'accedir a un mateix coneixement, tant en el camp de les matemàtiques, com en el de l'ètica, ho explica amb la teoria del «record» (anamnesi), segons la qual recordem les idees eternes que vam conèixer abans del nostre naixement. Amb això, Plató explica la universalitat de la capacitat racional de tots els éssers humans, enfrontant-se a alguns dels seus contemporanis que sostenien la incapacitat d'accedir al coneixement per part d'esclaus o pobles no hel·lènics, entre d'altres.
La tradició post-platònica, moltes vegades, va entendre la teoria de les idees de Plató en el sentit que hauria suposat una existència de les idees separada de l'existència de les coses. Aquesta teoria de la duplicació dels mons, en l'edat mitjana va conduir a la polèmica sobre els universals.

#### Aristòtil
Aristòtil (384-322 aC) mai va usar la paraula metafísica en la seva obra coneguda com a Metafísica. Aquest títol s'atribueix al primer editor sistemàtic de l'obra de l'estagirita, Andrònic de Rodes, que va suposar que, pel seu contingut, els tretze llibres que va agrupar s'havien de situar després de la Física, i per això va usar el prefix meta ('més enllà de' o 'que succeeix a'). En la seva anàlisi de l'ens, Aristòtil va més enllà de la matèria, en estudiar les qualitats i potencialitats de l'existent per acabar parlant del ser primer, el motor immòbil i generador no mogut de tot moviment, que més tard seria identificat amb Déu.
Per a Aristòtil, la metafísica és la ciència de l'essència dels ens i dels primers principis de l'ésser. L'ésser es diu de moltes maneres i aquestes reflecteixen l'essència de l'ésser. En aquest sentit elabora ser, independentment de les característiques momentànies, futures i casuals. L'ousia (generalment traduït com a 'substància') és allò que és independent de les característiques (accidents), mentre que les característiques són dependents de l'ousia. L'ousia és el que existeix en si, en contraposició a l'accident, que existeix en un altre. Gramaticalment o categorial, es diu que la substància és allò a què s'adscriuen les característiques, és a dir, és allò sobre el qual es pot afirmar (predicar) alguna cosa. Allò que s'afirma sobre les substàncies són els predicats.
A la pregunta de què seria finalment l'essència que roman immutable, la resposta d'Aristòtil ve a ser que l'ousia és una forma determinant -l'eidos-, és l'origen de tot ésser, és a dir, que per exemple en l'eidos de Sòcrates, el que, en la seva forma humana, determina la seva humanitat. I també la que determina que sent l'ésser humà per naturalesa lliure i no sent l'esclau lliure, determina que l'esclau sigui part constitutiva del seu amo, és a dir, que no sigui només esclau del seu amo en determinada conjuntura i des determinada perspectiva, sinó que sigui esclau per naturalesa.

### Edat mitjana i moderna
A l'època medieval, la metafísica es confon gairebé del tot amb la teologia i el debat central es desplaça del principi primer (que per als creients és evident que equival a Déu) a la pugna entre fe i racionalitat.
El criticisme torna amb l'edat moderna, justament per oposició a aquesta equivalència amb la teologia. Els canvis en la representació del món (heliocentrisme) fan qüestionar també el paper de Déu i de l'ànima, perquè l'ésser humà ja no es veu com el centre i fi de tota creació. Spinoza va ser un dels autors que va reformular la metafísica, fent que sobrevisqués al segle xvii.
Christian Wolff va dividir-la en dues parts, l'ontologia i l'específica, subdividida al seu torn en cosmologia, psicologia i teologia. Aquesta divisió del coneixement i el seu mètode van influir en Kant, que va dividir la realitat en fenomen i noümen, decretant que tot el pertanyent al noümen era objecte d'estudi de la metafísica.

### Període contemporani
El segle xix va veure un auge de l'ateisme que va influir en el criticisme a la disciplina, amb autors com Nietzsche. Per contra, altres filòsofs com Hegel o Schopenhauer van provar de defensar la validesa del seu camp d'estudi, fent més èmfasi en qüestions com la història, l'ètica i l'etern problema de la llibertat per superar un excessiu ancoratge en la idea de Déu i la creació. El treball d'exegesi del protestantisme sobre la Bíblia, reivindicant el seu caràcter metafòric, va reconciliar la religió amb la ciència, separant els seus camps d'actuació de manera definitiva.
L'existencialisme té un fort component metafísic, en tant que es pregunta pel sentit de la vida, una forma de reflexió molt comprensible després de les dues guerres mundials del segle xx. Hi destaca el paper de Louis Lavelle i Heidegger. El positivisme s'erigeix com el principal corrent crític de l'època.
En les darreries del segle xx, el gir lingüístic de la filosofia ha desplaçat gran part dels temes metafísics a la semàntica.

## La metafísica en el cinema de ficció

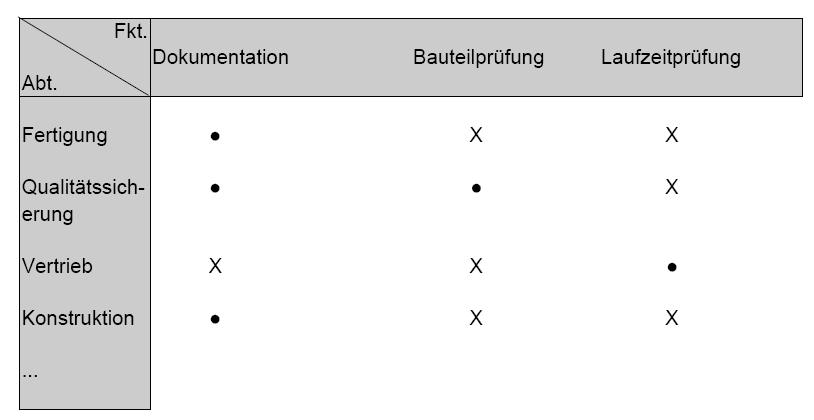
Poster de The Matrix (1999)

La metafísica ha estat un tema tractat freqüentment en el cinema de ciència-ficció al llarg dels anys, però sobretot durant la dècada del 1990. Fins al moment, aquest gènere s'havia centrat en ser un senyal d'alarma per conèixer a on va l'ésser humà com a espècie i com a societat. L'aparició de la World Wide Web, que va donar lloc a la creació de gèneres com ara el cyberpunk, va fer desenvolupar el tema de la incapacitat de distingir la realitat de la ficció. Alguns dels films més destacats que el tracten són:
The Matrix (1999): Aquesta pel·lícula es conciderarda una de les més emblemàtiques i que millor representa aquest tema. Escrita i dirigida per Lilly i Lana Wachowski, la història segueix a Thomas A. Anderson (Keanu Reeves), un home que viu dues vides. De dia és un programador informàtic i de nit un hacker conegut com Neo. Neo sempre ha qüestionat la seva realitat, però la veritat va molt més enllà de la seva imaginació. Però tot canvia quan coneix a la Trinity (Carrie-Anne Moss), que serà qui portarà Neo a un inframón prohibitiu, i descobrirà la veritat impactant: la vida que sap és l'elaborat engany d'una malvada ciberintel·ligència. Neo s'uneix al llegendari i guerrer rebel Morpheus (Lawrence Fishburne) en la batalla per destruir la il·lusió que esclavitza la humanitat.
La pel·lícula es destaca per mostrar el concepte clàssic de la filosofia sobre si el món al voltant és real o fictici; en especial des de les idees del mite de la caverna de Plató, una al·legoria sobre viure creient que allò irreal i fals és la veritat. Quant al problema de la llibertat es pot estudiar des de la seva vessant externa, (els humans dels cubicles no són lliures, ja que s'hi troben immòbils), o des del vessant intern (és l'ésser humà lliure d'escollir el seu futur, la seva vida o hi ha un destí que predetermina tot el que succeirà?). Aquesta és la gran pregunta que té Neo al cap durant tota la saga, ja que es diu que ell és l'Escollit, el salvador de la humanitat. És el vell dilema de la filosofia cristiana entre el destí i el lliure albir.
The Truman Show (1998): En aquesta pel·lícula dirigida per Peter Weir, el protagonista, Truman Burbank (Jim Carrey), en arribar a la majoria d'edat comença a adonar-se que hi ha alguna cosa artificial a la seva vida, que l'espectador ràpidament comprèn que és el fet que està en un programa de televisió. Com a protagonista del programa, tota la "realitat" que s'ha trobat ha estat dissenyada amb l'únic propòsit d'interactuar amb Truman des que aquest era un nadó.
Així doncs, el film presenta el fet que som incapaços de discernir si sempre hem estat filmats, ja que tendim a acceptar la realitat del món que ens és presentada. De fet, i en honor a la pel·lícula, l'excessiva paranoia de ser filmat s'ha denominat 'Deliri de The Truman Show', que va ser patit, per exemple, per l'autor Zack McDermott al programa This American Life.
Aquest dubte metafísic es deu sobretot a la combinació presentada en la pel·lícula entre una pregunta filosòfica clàssica de la metafísica (existim realment?) amb una paranoia cultural rellevant, de manera que sembla que es redescobreix aquesta preocupació filosòfica.
The Thirteenth Floor (1999): En aquest thriller de ciència-ficció dirigida per Josef Rusnak i basat lliurement en Simulacron-3 (1964), una novel·la de Daniel F. Galouye, es segueix en Douglas Hall (Craig Bierko), que ha desenvolupat un programa de simulació que transportarà la consciència de l'usuari a un avatar d'ells mateixos el 1937 a Califòrnia. Un matí, un detectiu li explica que el seu soci comercial, Hannon Fuller (Armin Mueller-Stahl), ha estat trobat apunyalat a mort a l'exterior d'un bar de la ciutat i les proves indiquen que Hall és el l'assassí.
Igual que The Matrix, la narració de la pel·lícula se centra en la idea de mons simulats creats per ordinadors, on el protagonista comença a qüestionar-ne la realitat i es presenta la pregunta de què ens fa humans i què entenem amb el concepte de lliure albir. Per contra, se'n diferencia perquè, mentre que en The Matrix els personatges només viuen en un món simulat amb control sobre els seus cossos, les persones que habiten el món de The Thirteenth Floor no en tenen cap, sinó que els que viuen fora de la simulació poden descarregar-se en ells i prendre el control de la seva consciència.
Dark City (1998): En aquest film dirigit per Alex Proyas, en John Murdoch (Rufus Sewell) es desperta sol en un hotel estrany i descobreix que ha perdut la memòria i és buscat per una sèrie d'assassinats brutals i estranys. Mentre intenta reconstruir el seu passat, es troba en un inframón diabòlic controlat per un grup d'éssers coneguts com els Estranys que posseeixen la capacitat d'adormir la gent i alterar la ciutat i els seus habitants i es veu obligat a trobar la manera d'aturar-los abans que prenguin el control de la seva ment i el destrueixin.
Aquesta pel·lícula es pot comparar amb l'al·legoria de Plató de la cova. En ella, el filòsof, descriu un grup de presoners encadenats en una cova l'única realitat dels quals eren unes ombres passatgeres. Un dels presoners aconsegueix escapar i descobreix la veritat darrere de les ombres, la realitat autèntica. Els presoners de la cova de l'al·legoria de Plató són tots els ciutadans de Dark City, que han estat confinats a una estranya realitat fosca que per ells és la veritat, tot i que en realitat és una mentida creada pels Estranys, que poden manipular tant la realitat com la ment de les persones a través de la telepatia. Murdoch, a semblança de l'home de l'al·legoria, s'escapa, però el fet que pugui manipular la realitat fa que substitueixi la que els Estranys havien creat per ell per una de pròpia a semblança d'aquesta. Així doncs, la pel·lícula descobreix que la naturalesa humana va més enllà de les imatges o els records, i que el sentiment és la forma més elevada de la realitat.

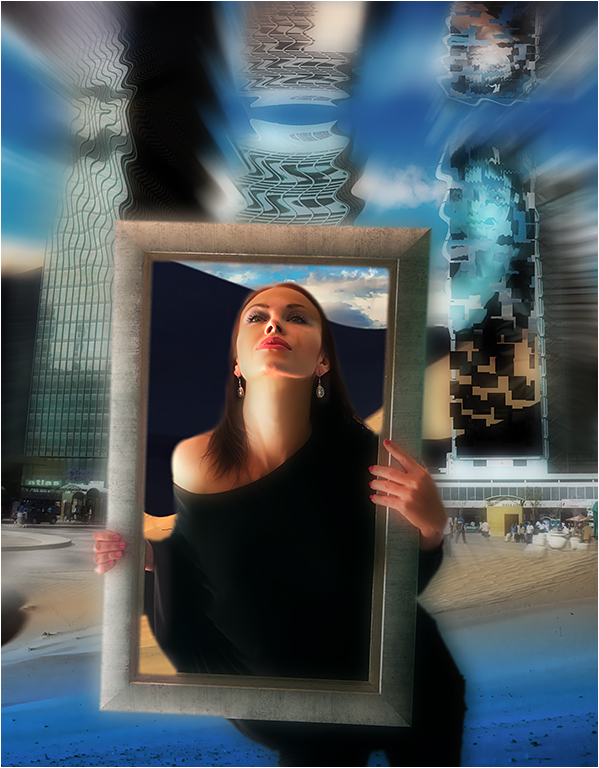
Pòster de la pel·lícula Inception

Origen (2010): (títol original en anglès: Inception) és una pel·lícula de ciència-ficció escrita, produïda i dirigida per Christopher Nolan. Dom Cobb (DiCaprio) és un expert en l'art d'apropiar-se durant el somni dels secrets del subconscient aliè. L'estranya habilitat de Cobb l'ha convertit en un home molt cotitzat al món de l'espionatge, però també l'ha condemnat a ser un fugitiu i, per tant, renunciar a portar una vida normal. La seva única oportunitat per canviar de vida serà fer exactament el contrari del que ha fet sempre: la incepció, que consisteix a implantar una idea al subconscient en lloc de sostreure-la. Tot i això, el seu pla es complica a causa de la intervenció d'algú que sembla predir cadascun dels seus moviments, algú a qui només Cobb podrà descobrir.
Nolan volia explorar "la idea de persones que comparteixen un espai de somni... Això et dona la possibilitat d'accedir a la ment inconscient d'algú. Per a què s'utilitzaria i s'abusarà?" La majoria de la trama de la pel·lícula ocupa la major part de la lloc en aquests mons onírics interconnectats. Aquesta estructura crea un marc on les accions en el món real o oníric flueixen entre d'altres. El somni sempre es troba en un estat de producció i canvia de nivell a mesura que els personatges hi naveguen.
Desafiament total (1990): (títol original en anglès: Total Recall) és una pel·lícula dirigida per Paul Verhoeven. Ambientada a la Terra, l'any 2084. Doug Quaid, un home que porta una vida aparentment tranquil·la, viu turmentat per un malson que cada nit el transporta a Mart. Decideix llavors recórrer al laboratori de Recall, una empresa de vacances virtuals que li ofereix l'oportunitat de materialitzar el seu somni gràcies a un fort al·lucinogen, però la droga fa aflorar a la memòria una estada veritable a Mart quan era el més temut agent del cruel Coohagen.
El tema principal de Total Recall és la qüestió de si les experiències de Quaid són reals o un somni induït per la seva implantació fallida de memòria Rekall. Malgrat les desviacions de la pel·lícula respecte a la història original de Dick, tots dos se centren en aquest tema. Verhoeven volia explícitament que ambdues possibilitats fossin viables, tot i que la seva preferència personal és que les experiències de Quaid siguin un somni. Va explicar "és un somni, que molesta al públic perquè no volen això, és clar. Volen una història d'aventures, no volen una història d'aventures falsa. Així que estan al costat de Quaid intentant creure que tot és cert, mentre el Dr. Edgemar està intentant dir-li que no és cert."